# Röda Arbetet
Röda Arbetet var en tidning som kom ut månadsvis i början av 1970-talet. Utgivare var Förbundet Kommunist. Tidningen bytte efter några år namn till Arbetarkamp och senare Klartext. Bland skribenterna i tidningen kan nämnas Maciej Zaremba.